# ミレニアム懸賞問題
ミレニアム懸賞問題（ミレニアムけんしょうもんだい、英: millennium prize problems）とは、アメリカのクレイ数学研究所によって、2000年に発表された100万ドルの懸賞金がかけられている7つの問題のことである。そのうち1つは解決済み、6つは2025年3月の時点で未解決である。ミレニアム賞問題、ミレニアム問題とも呼ばれる。

## 概説
これらの問題は、それぞれの分野で非常に重要かつ難解な問題である。
賞金を得るためには、査読つきの専門雑誌に掲載された後、二年間の経過期間を経て解決が学界に受け入れられたことが確認されなくてはならない。なお、P≠NPとナビエ-ストークス方程式については、肯定的、否定的のいずれの解決に対しても賞金が与えられるが、他の問題については、否定的な解決は、それが問題の実効的な解決であるとみなされる場合に限り賞金が与えられる。否定的な解決であっても問題が修正を加えられた上で生き残る場合は、賞金は与えられない。
7つの予想のうち、ポアンカレ予想については2002年から2003年にかけてグリゴリー・ペレルマンによりこれを証明したとする3つのプレプリント（専門誌未査読の論文）が発表された。この証明は複数の数学者による4年の検証を経て正しいものと認められ、2010年3月18日にクレイ数学研究所はペレルマンの受賞を発表した。ただし、ペレルマンはこの受賞を拒否しており、彼に与えられる賞金100万ドルは数学界へ貢献するかたちで使われることになると発表している。

## 一覧
- ヤン–ミルズ方程式と質量ギャップ問題（英語: Yang–Mills and Mass Gap）任意のコンパクトな単純ゲージ群 G に対して、非自明な量子ヤン・ミルズ理論が 'R4 上に存在し、質量ギャップ Δ > 0 を持つことを証明せよ。
- リーマン予想（英: Riemann Hypothesis）リーマンゼータ関数 ζ(s) の非自明な零点 s は全て、実部が 1/2 の直線上に存在する。
- P≠NP予想（英: P vs NP Problem）計算複雑性理論（計算量理論）におけるクラスPとクラスNPが等しくない。
- ナビエ–ストークス方程式の解の存在と滑らかさ（英: Navier–Stokes Equation）3次元空間と（1次元の）時間の中で、初期速度を与えると、ナビエ–ストークス方程式の解となる速度ベクトル場と圧力のスカラー場が存在して、双方とも滑らかで大域的に定義されるか。
- ホッジ予想（英: Hodge Conjecture）複素解析多様体のあるホモロジー類は、代数的なド・ラームコホモロジー類であろう、つまり、部分多様体のホモロジー類のポアンカレ双対の和として表されるようなド・ラームコホモロジー類であろう。
- ポアンカレ予想（英: Poincaré Conjecture） - グリゴリー・ペレルマンにより解決済。単連結な3次元閉多様体は3次元球面 S3 に同相である。
- バーチ・スウィンナートン＝ダイアー予想（BSD予想、英: Birch and Swinnerton-Dyer Conjecture）楕円曲線E上の有理点と無限遠点Oのなす有限生成アーベル群の階数（ランク）が、EのL関数 L(E, s) のs=1における零点の位数と一致する。